# 圣让德巴塞勒
圣让德巴塞勒（法語：Saint-Jean-de-Bassel，法語發音：[sɛ̃ ʒɑ̃ də basɛl]）是法国摩泽尔省的一个市镇，位于该省东南部，属于萨尔堡-萨兰堡区。

## 地理
圣让德巴塞勒（48°48'13"N, 6°59'26"E）面积10.05 平方千米，位于法国大東部大區摩泽尔省，该省份为法国东北部内陆省份，是洛林的一部分，西南接默尔特-摩泽尔省，东临下莱茵省，北与卢森堡和德国接壤。
与圣让德巴塞勒接壤的市镇（或旧市镇、城区）包括：贝特尔曼、贝勒福雷、戈塞尔曼、欧克洛谢、米特赛姆。

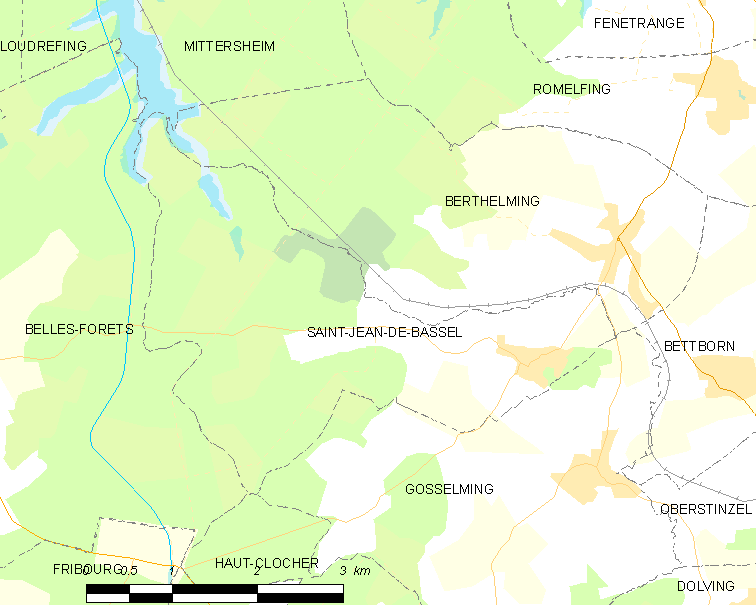
圣让德巴塞勒的OSM定位图

圣让德巴塞勒的时区为UTC+01:00、UTC+02:00（夏令时）。

## 行政
圣让德巴塞勒的邮政编码为57930，INSEE市镇编码为57613。

## 政治
圣让德巴塞勒所属的省级选区为萨尔堡县。

## 人口

1962-2008年间圣让德巴塞勒人口变化图示

圣让德巴塞勒于2022年1月1日时的人口数量为319人。